# Lonlay-l'Abbaye
Lonlay-l'Abbaye is een gemeente in het Franse departement Orne (regio Normandië). De plaats maakt deel uit van het arrondissement Alençon. Lonlay-l'Abbaye telde op 1 januari 2022 1.118 inwoners.

## Geografie
De oppervlakte van Lonlay-l'Abbaye bedroeg op 1 januari 2022 53,41 vierkante kilometer; de bevolkingsdichtheid was toen 20,9 inwoners per km².

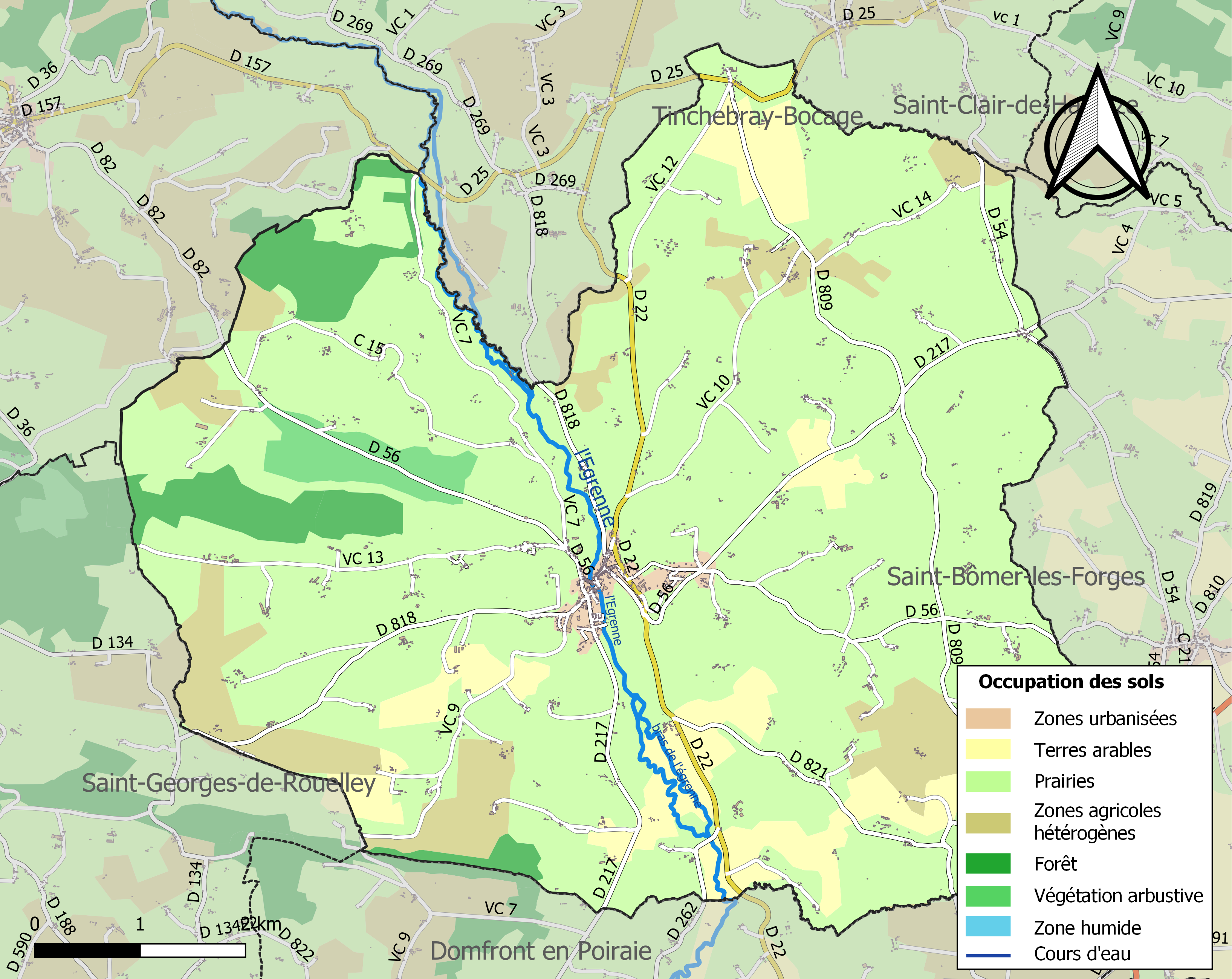
Kaart van de gemeente met belangrijkste infrastructuur, bodemgebruik en omliggende gemeenten

## Demografie
Onderstaande figuur toont het verloop van het inwonertal (bron: INSEE-tellingen).

## Geboren
- François Bidard (19 maart 1992), wielrenner